# Franziskus Abgottspon
Franziskus Abgottspon (* 23. Dezember 1941 in Visp) ist ein Schweizer Schauspieler, Sprecher, Theater- und Hörspielregisseur.

## Leben
Franziskus Abgottspon besuchte 1953–1961 das Gymnasium an der Stiftsschule des Klosters Einsiedeln, wo er beim Schultheater erste Bühnenerfahrungen sammelte und unter anderem 1960 die Schweizer Erstaufführung von Bertolt Brechts Die Ausnahme und die Regel inszenierte.
Ab 1966 war er Schauspieler, Regieassistent und Dramaturg an verschiedenen Bühnen in Österreich, Deutschland und der Schweiz sowie beschäftigt bei Fernsehfilmen und Hörspielen.
Ab 1979 arbeitete er als Regisseur und Dramaturg bei Schweizer Radio DRS im Studio Zürich. Er gehörte zu den Mitbegründern der Zonser Hörspieltage des Internationalen Mundartarchivs. Von 1981 bis 1991 war er der erste Moderator der im Walliser Dialekt moderierten und wöchentlich auf DRS 1 ausgestrahlten Sendung „Zweitagsfliegen“.
Neben den für die Ausstrahlung am Schweizer Rundfunk produzierten Hörspielen entstanden unter seiner Leitung vom immersiven Theater inspirierte Hörspiel-Projekte: Er initiierte in Zusammenarbeit mit den Verkehrsbetrieben Zürich VBZ 1986 das „Hörspiel-Tram“, 1991 den „Hörspiel-Bus“ und 1993 das Projekt „Minutengeschichten im Tram“. Ab 1984 war er an Hörspiel- und Feature-Produktionen auch in Kunstkopf-Stereophonie beteiligt.
Seit 1975 tritt er als Sprecher bei verschiedenen Musikproduktionen, insbesondere bei Roi David von Arthur Honegger, Alb-Chehr von Heinz Holliger und Gargantua chez les Hélvètes du Haut-Valais von Jürg Wyttenbach auf.

## Theater
Als Regisseur
- 1960: Die Ausnahme und die Regel von Bertolt Brecht (Schweizerische Erstaufführung) in der Stiftsschule Einsiedeln
- 1973: Zigeunerbaron von Johann Strauss als Freilichtaufführung in Visp, Schweiz
- 1973: Peter Squenz von Andreas Gryphius, eine Produktion des Oberwalliser Kellertheaters Brig, bearbeitet von Pierre Imhasly als Freilicht-Wandertheater, TV-Aufzeichnung SF DRS
- 1975: Das Liebeskonzil von Oskar Panizza am Theater der Altstadt in Stuttgart
- 1976: Streit der Fischweiber von Bertolt Brecht am Landestheater Wilhelmshaven
- 1977: Blutsband von Athol Fugard im Stadttheater Chur
- 1978: Zimmerschlacht von Martin Walser im Stadttheater Chur
- 1979: Ella von Herbert Achternbusch im Studio am Montag Bern
- 2003: Antonius und Cleopatra von Johann Adolf Hasse bei der Oper im Knopfloch Zürich
- 2004: Bunbury von Paul Burkhardt/OscarWilde, bei der Oper im Knopfloch Zürich
- 2005: Schmaz am Berg – eine Chorperette mit dem Schmaz – Schwuler Männerchor Zürich

Als Darsteller
- 1966: Kleinbürgerhochzeit/Fischzug von Bertolt Brecht im Ateliertheater am Naschmarkt Wien – der Freund/der Fischer –  Regie: Niklaus Paryla
- 1966: Die Stimme hinter dem Vorhang von Gottfried Benn im Ateliertheater am Naschmarkt Wien, Regie: Paris Kosmidis
- 1967: Das Liebeskonzil von Oskar Panizza im Experiment am Liechtenwerd – Christus – Wien, Regie: Renée Heimes
- 1967: Mercator von Plautus an den Sommerspielen Carnuntum – Mercator – Regie: Fred Schaffer/Renée Heimes
- 1970: Tango von Slawomir Mrozek im Fränkisches Theater Massbach – Edek – Regie: Paul Bäcker
- 1971: Autobus S von Raymond Quenaud im Theater der Altstadt Stuttgart, Regie: Paul Vasil
- 1971: Trauer muss Elektra tragen von Eugene O’Neill im Schauspielhaus Zürich – Peter – Regie: Karl Heinz Stroux
- 1973: Sennentuntschi von Hansjörg Schneider (Uraufführung)  – Mani –  Regie: Reto Bapst
- 1975: Das Liebeskonzil von Oskar Panizza am Theater der Altstadt in Stuttgart
- 1976: König Ödipus von Sophokles im Landestheater Wilhelmshaven – König Ödipus – Regie: Klaus Wagner
- 1976: Hans Kohlhaas von James Saunders im Landestheater Wilhelmshaven, Regie: Eberhard Busch
- 1977: Blutsband von Athol Fugard im Stadttheater Chur – Zach – Regie: Franziskus Abgottspon